# Momisis
Momisis es un género de escarabajos longicornios de la tribu Astathini.

## Especies
- Momisis aegrota Pascoe, 1867
- Momisis borneana Vives & Heffern, 2012
- Momisis longicornis (Pic, 1912)
- Momisis longzhouensis Hua, 1982
- Momisis macrodonta Vives & Heffern, 2016
- Momisis melanura Gahan, 1901
- Momisis monticola Breuning, 1956
- Momisis nicobarica Gardner, 1936
- Momisis pallida Vives & Heffern, 2016
- Momisis singularis (Ritsema, 1888)
- Momisis submonticola Breuning, 1968
- Momisis vietnamica Vives, 2016